# Capella de la Mare de Déu de la Consolació (Tortosa)
La capella de la Mare de Déu de la Consolació és una obra de Tortosa (Baix Ebre) inclosa en l'Inventari del Patrimoni Arquitectònic de Catalunya.

## Descripció
És un edifici de planta de creu llatina, amb tres naus, absis rectangular i creuer no gaire pronunciat.
La capella està situada al costat esquerre del recinte del noviciat de la Consolació.
La façana principal té porta d'arc de mig punt, fornícula sense imatge i arqueries cegues, i està coronada per un vistós campanar, mentre que la façana lateral esquerra organitza perfectament la nau lateral, amb finestres circulars lleugerament lobulades entre arqueries cegues de mig punt, i la central, amb cinc finestrals d'arc de mig punt, similars, encara que més grans, als que veiem als murs del que hauria de ser cimbori de l'edifici.
A l'interior, l'absis és molt simple estructuralment, encara que no a nivell ornamental. La nau central té coberta plana i és més del doble d'ampla que les laterals (amb voltes de quatre punts o bufades). Cal destacar els grans pilars de suport, les semicolumnes adossades, els cassetons dels sostres i els dos cors sobreposats dels peus. Algunes mides són: 8,57 m d'amplada de la nau central i 3,29 m de les laterals. El presbiteri té una profunditat de 7,65 m.

## Història
Aquesta nova capella fou construïda entre els anys 1952 i 1957, al costat mateix de l'antiga església del noviciat, església més petita que l'actual i que fou totalment enderrocada durant les obres realitzades al noviciat entre els anys 1979-1980, en les que es van edificar tots els edificis moderns que ara existeixen junt a certes parts dels antics. De l'antiga capella enderrocada tenim la següent descripció: "La capilla, que tiene un buen coro alto, mide 22 m por 6 m, siendo de estilo gótico el altar y púlpito, templetes, tribunas y ventanales. Abriéronse estas tribunas y ventanales al dorarse y pavimentarse la capilla (1915) con motivo del traslado de los restos de la Venerada Fundadora en las fiestas centenarias de su natalicio".
Durant la Guerra Civil aquesta primigènia capella es va utilitzar com a mercat i després funcionà provisionalment com a església parroquial de Jesús (el 1940 es realitzaren obres de restauració de les desfetes de la Guerra).